# والت براون (راننده مسابقه)
والت براون (انگلیسی: Walt Brown؛ زادهٔ ۳۰ دسامبر ۱۹۱۱ در اسپرینگ‌فیلد، نیویورک، درگذشتهٔ ۲۹ ژوئیهٔ ۱۹۵۱ در کارلیزل، پنسیلوانیا) رانندهٔ مسابقات اتومبیل‌رانی فرمول یک اهل ایالات متحده آمریکا بود که از فصل ۱۹۵۰ تا ۱۹۵۱ در مجموع در دو گراند پری شرکت کرد، اما موفق به کسب هیچ امتیازی نشد.
براون در ۲۹ ژوئیه ۱۹۵۱ بر اثر تصادف رانندگی با سرعت پائین در روزی که بعداً با نام «یکشنبهٔ سیاه» شناخته‌شد، در کارلیزل، پنسیلوانیا درگذشت.